# Mimi Félixine
Mimi Felixine est une chanteuse française.

## Biographie
Originaire de la Martinique, Mimi Felixine, alias Mimifé, commence son parcours artistique en tant que danseuse et participe au clip de Prince : «You’ve got the look». On lui propose rapidement des rôles à la télévision et au cinéma, notamment dans Marche à l'ombre, et plus tard dans Je préfère qu’on reste amis.
Elle chante aussi pour de nombreux films Disney, tels que Hercule et Le Roi lion.
Elle a participé à des comédies musicales, telles que La Petite Boutique des Horreurs, mise en scène par Alain Marcel. Mais aussi La Légende de Jimmy, mise en scène par Jérôme Savary et écrit par Luc Plamondon et Michel Berger, également auteurs de Starmania. Elle joue également dans Salut les Sixties, reprise de Behave (Broadway) où elle reprend le rôle de Jasmine Guy du Cosby show.[réf. souhaitée]
Plus tard[Quand ?],  elle accompagne des artistes tels que Manu Dibango, en tournée en Afrique et en Europe, ou Ronnie Scott. Elle collabore aussi avec Johnny Hallyday, en tournée des stades et au Stade de France en 1993 et 2003. Mais aussi Ralph Thamar, Eddy Mitchell ou Yannick Noah[réf. nécessaire].
En 2008, Mimi Félixine joue dans Soweto, une comédie musicale avec Ralph Thamar et Tanya Saint-Val.[réf. souhaitée]

## Doublage
- L'Étrange Noël de Monsieur Jack (1993) : Chœurs
- Le Roi lion (1994) : L’amour brille sous les étoiles et chœurs
- Pocahontas (1995) : Chœurs et soliste de «Notre histoire d’amour » en duo avec Noam
- Hercule (1997) : Voix parlée et chantée de Mégara et Calliope
- Le Petit Grille-Pain Courageux 3 : Objectif Mars (1998) : ?? (chant)
- Hercule (1998-1999) : Mégara / Calliope
- Tarzan (1999) : Choeurs
- Elmo au pays des grincheux (1999) : La reine des déchets (chant)
- Un chien envahissant (2001) : Mme Martin
- Disney's tous en boîte (200?) : Muse Thalia
- Frère des ours (2003) : Chœurs
- Ma famille d'abord (2004-2005) : Janet Kyle (chant)
- Kuzco 2 : King Kronk (2005) : Chœurs
- Frère des ours 2 (2006) : Soliste
- Rox et Rouky 2 (2006) : Dixie (chant)
- Kingdom Hearts 2 (2006) : Mégara
- Phinéas et Ferb (2008) : Chanteuse épisode Dans la peau d'une fille
- La Princesse et la Grenouille (2009) : Chœurs

## Coaching vocal
(octobre 2021).
Mimi Félixine s’est installée à Tahiti, en Polynésie, de juin 2009 à juillet 2019.
Elle y devient professeur vocal sous le nom de «Art & Vibration», et monte des spectacles et autres rencontres artistiques avec ses élèves.
Mimifé a également été la coach vocal officielle de la Nescafé Star 2011,  avant d'intégrer en qualité de coach vocal le Département de musiques actuelles du conservatoire de la Polynésie française jusqu’en 2019[réf. souhaitée].